# Coupe d'Europe des vainqueurs de coupe féminine de handball 1990-1991
Navigation
Coupe des coupes 1989-1990 Coupe des coupes 1991-1992
La Coupe d'Europe des vainqueurs de coupe féminine de handball 1990-1991 est la 15e édition de la Coupe d'Europe des vainqueurs de coupe féminine de handball, compétition de handball créée en 1976 et organisée par l'EHF.
La finale oppose le Spartak Kiev et le Radnički Belgrade, deux clubs historiques du handball européen puisqu'ils ont remporté à eux deux 16 des 19 Coupe des clubs champions et 1970 et 1988. Mais les deux clubs ne sont plus au firmament de leur gloire et après avoir été battu par quatre fois en finale de la C1, le Radnički Belgrade se rattrape un peu en battant le Spartak Kiev.

## Formule
La Coupe des Vainqueurs de Coupe est également appelée C2. Il est d’usage que les vainqueurs des coupes nationales respectives y participent. L’ensemble des rencontres se dispute en matches aller-retour, y compris la finale. 

## Résultats

### Tour préliminaire
| Date Aller        | Club              | Aller   | Total   | Retour  | Club               | Date Retour       |
| ----------------- | ----------------- | ------- | ------- | ------- | ------------------ | ----------------- |
| 23 septembre 1990 | Colégio de Gaia   | 21-37   | 41 – 58 | 20-21   | Estellés Tortajada | 30 septembre 1990 |
| 23 septembre 1990 | Ribe HK           | 18 – 23 | 38 – 45 | 20 – 22 | Sävsjö HK          | 30 septembre 1990 |
| 26 septembre 1990 | TMO Ankara        | 35 – 14 | 68 – 28 | 33 – 14 | Maccabi Ramat Gan  | 27 septembre 1990 |
| 23 septembre 1990 | BSV Weinfelden    | 25 – 10 | 43 – 23 | 18 – 13 | Aris Salonique     | 24 septembre 1990 |
| 22 septembre 1990 | HB Dudelange      | 2 – 41  | 9 – 84  | 7 – 43  | Buxtehuder SV      | 29 septembre 1990 |
| 23 septembre 1990 | Sporting Neerpelt | 12 – 19 | 21 – 48 | 9 – 29  | PSV Eindhoven      | 29 septembre 1990 |

### Huitièmes de finale
| Date Aller      | Club               | Aller   | Total   | Retour  | Club              | Date Retour     |
| --------------- | ------------------ | ------- | ------- | ------- | ----------------- | --------------- |
| 12 janvier 1991 | Estellés Tortajada | 27 – 33 | 46 – 48 | 29 – 25 | Radnički Belgrade | 13 janvier 1991 |
| 13 janvier 1991 | Sävsjö HK          | 17 – 18 | 40 – 35 | 23 – 17 | Pogoń Szczecin    | 20 janvier 1991 |
| 13 janvier 1991 | Debreceni VSC      | 32 – 14 | 62 – 37 | 30 – 23 | UHC Hollabrun     | 19 janvier 1991 |
| 12 janvier 1991 | Lunner IL          | 28 – 13 | –       | --      | TMO Ankara        | --              |
| 13 janvier 1991 | SC Magdebourg      | 27 – 15 | 52 – 35 | 25 – 20 | SC Tiger Palermo  | 20 janvier 1991 |
| 13 janvier 1991 | BSV Weinfelden     | 16 – 26 | 26 – 40 | 10 – 24 | Buxtehuder SV     | 20 janvier 1991 |
| 13 janvier 1991 | CS Știința Bacău   | 34 – 17 | 51 – 36 | 17 – 19 | PSV Eindhoven     | 19 janvier 1991 |
| 13 janvier 1991 | USM Gagny          | 22 – 25 | 39 – 45 | 17 – 20 | Spartak Kiev      | 16 janvier 1991 |

### Quarts de finale
| Date Aller      | Club          | Aller   | Total   | Retour  | Club              | Date Retour     |
| --------------- | ------------- | ------- | ------- | ------- | ----------------- | --------------- |
| 17 février 1991 | Sävsjö HK     | 25 – 34 | 54 – 69 | 29 – 35 | Radnički Belgrade | 24 février 1991 |
| 17 février 1991 | Debreceni VSC | 33 – 28 | 56 – 52 | 23 – 24 | Lunner IL         | 24 février 1991 |
| 17 février 1991 | SC Magdebourg | 21 – 16 | 34 – 39 | 13 – 23 | Buxtehuder SV     | 24 février 1991 |
| 17 février 1991 | Spartak Kiev  | 21 – 19 | 42 – 38 | 21 – 19 | CS Știința Bacău  | 24 février 1991 |

### Demi-finales
| Date Aller   | Club              | Aller   | Total   | Retour  | Club          | Date Retour   |
| ------------ | ----------------- | ------- | ------- | ------- | ------------- | ------------- |
| 7 avril 1991 | Radnički Belgrade | 30 – 21 | 51 – 44 | 21 – 23 | Debreceni VSC | 14 avril 1991 |
| 7 avril 1991 | Buxtehuder SV     | 13 – 19 | 36 – 44 | 23 – 25 | Spartak Kiev  | 14 avril 1991 |

### Finale
| Date Aller | Club         | Aller   | Total   | Retour  | Club              | Date Retour |
| ---------- | ------------ | ------- | ------- | ------- | ----------------- | ----------- |
| 5 mai 1991 | Spartak Kiev | 25 – 18 | 40 – 46 | 15 – 28 | Radnički Belgrade | 12 mai 1991 |

## Les championnes d'Europe
| Championne d'Europe des vainqueurs de coupe 1990-1991 Radnički Belgrade 2e titre |